# Ołeksandriwka (wieś w rejonie odeskim)
Ołeksandriwka (ukr. Олександрівка) – wieś na Ukrainie, w obwodzie odeskim, w rejonie odeskim. W 2023 liczyła 3279 mieszkańców.